# Broken Arrow (1996)
Broken Arrow (bra: A Última Ameaça; prt: Operação Flecha Quebrada) é um filme estadunidense de 1996, dos gêneros ação, aventura e suspense, dirigido por John Woo, com roteiro de Graham Yost e estrelado por John Travolta e Christian Slater.

## Sinopse
Piloto (John Travolta) da Força Aérea dos Estados Unidos rouba duas armas nucleares para exigir resgate de 250 milhões de dólares ao governo dos Estados Unidos. Mas terá de enfrentar seu copiloto (Christian Slater), ejetado na operação, e uma guarda florestal (Samantha Mathis), que farão de tudo para frustrar seus maléficos intentos.

## Elenco
- John Travolta - Maj. Vic "Deak" Deakins
- Christian Slater - Cap. Riley Hale
- Samantha Mathis - Terry Carmichael
- Delroy Lindo - Coronel Max Wilkins
- Bob Gunton - Pritchett
- Frank Whaley - Giles Prentice
- Howie Long - Kelly
- Vondie Curtis-Hall - Tenente Sam Rhodes
- Ousaun Elam - Tenente Thomas
- Shaun Toub - Max
- Casey Biggs - Novacek
- Jack Thompson